# Vz. 59通用機槍
vz. 59（捷克語：又名UK 59）是捷克斯洛伐克在1959年將vz.52型輕機槍加以改良並大型化後開始生產的通用機槍。

## 設計及歷史
vz. 59是捷克斯洛伐克在1959年開始生產並加以裝備成為軍方制式機槍，並在1960年代時取代當時口徑為7.62×45 Czhech的vz. 52及7.62×39毫米的vz. 52/57通用機槍，以使用7.62×54R的大口徑華沙制式彈藥。在捷克斯洛伐克解體後，捷克陸軍直至現在仍有裝備，阿富汗聯軍亦有採用。
vz. 59採用導氣式設計、開放式槍機，而其槍機容納部下方的握柄同時具有槍機拉柄的功能，只要移動此握柄，便可讓槍機上膛。彈鏈從機匣右面供彈，輕型機槍模式時配用輕槍管、兩腳架及50發連結式金屬彈鏈裝的發箱，而中型機槍模式時會配用重槍管、250發彈鏈及三腳架。

## 型號
- vz. 59 - 原型版本，發射7.62×54毫米口徑彈藥。
- vz. 59L - 輕槍管版本，口徑相同。
- vz. 59T - vz. 59的同軸機槍版本，口徑相同，附有螺形線圈。
- vz. 59N（又名cz. 68）- 發射7.62×51毫米NATO的版本，仍然生產，主要用於輸出用。

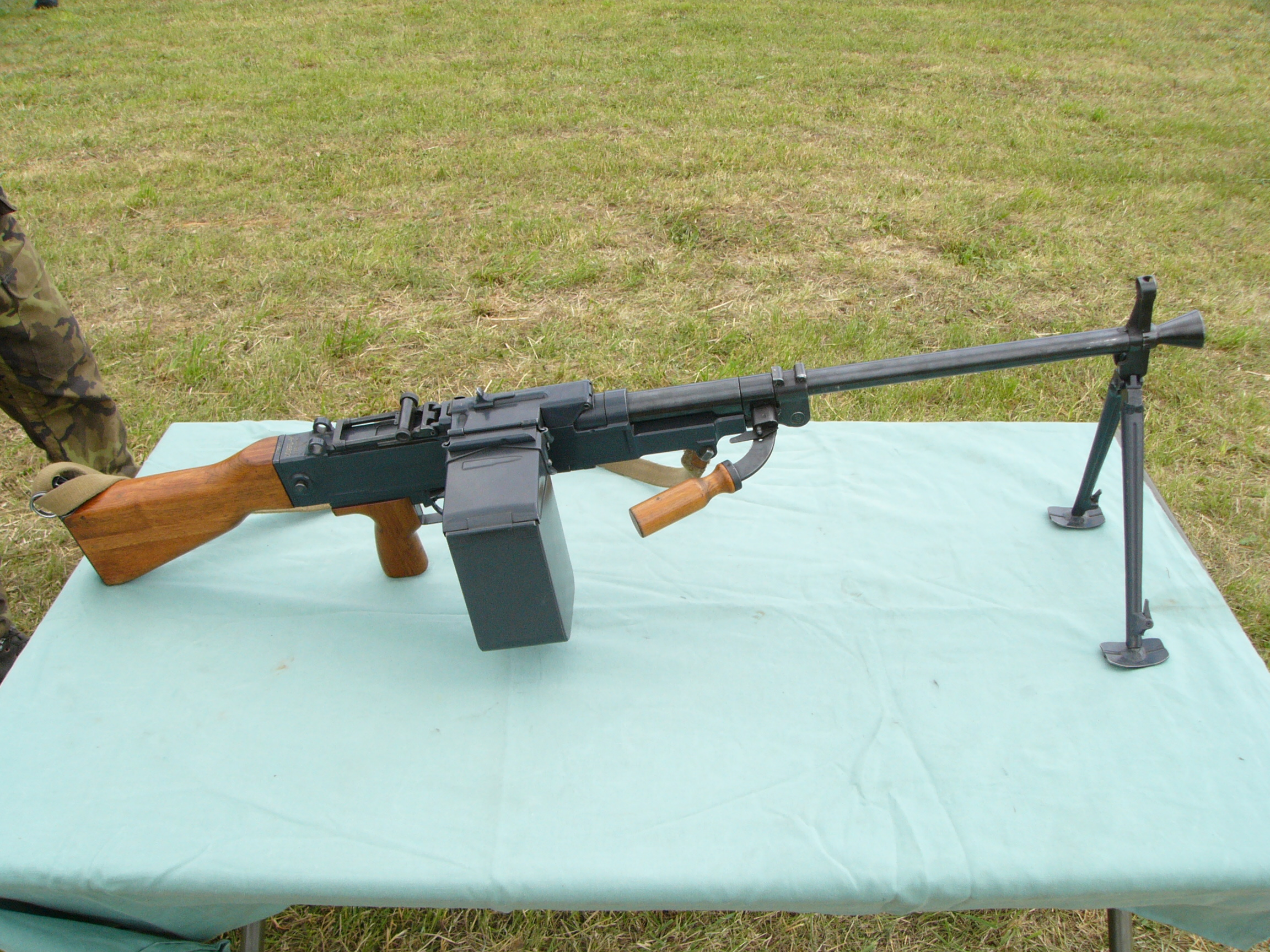
vz. 59L

## 使用國
- 阿富汗
- 捷克
- 利比亞
- 乌拉圭
- 乌克兰
- 越南

### 前使用國
- 捷克斯洛伐克